# بط أزرق المنقار
البط أزرق المنقار (الاسم العلمي: Oxyura australis) هو بط أسترالي صغير صلب الذيل، حيث ينمو الذكر والأنثى بطول 40 سم (16 بوصة).